# Xã Ryan, Quận Schuylkill, Pennsylvania
Xã Ryan (tiếng Anh: Ryan Township) là một xã thuộc quận Schuylkill, tiểu bang Pennsylvania, Hoa Kỳ. Năm 2010, dân số của xã này là 2.459 người.